# Cotillion
Cotillion es el duodécimo romance de la regencia de Georgette Heyer, publicada en el Reino Unido en enero de 1953 por Heinemann y en los EE. UU. en febrero de 1953 por G. P. Putnam's Sons.

## Sinopsis
Matthew Penicuik ha criado a Catherine (conocida como Kitty) Charing, la huérfana de un viejo amigo de la escuela, en su solitario hogar de Arnside House. Ahora que se acerca a los veinte años de edad, ha convocado a sus sobrinos-nietos y les promete que su dinero y sus tierras irán a quien se case con ella. De éstos, Lord Biddenden es incapaz de hacerle una oferta porque él ya está casado. Sin embargo, está presente su hermano menor, Hugh Rattray, un rector consagrado. También está su primo, Lord Foster Dolphinton, un conde poco listo, conocido como Dolph por el resto de la familia. Otros dos primos no han llegado: Jack Westruther, quien ha preferido no ir, y un dandi elegante pero no muy brillante, Freddy Standen, quien se ha enterado de la invitación en el último momento.
Se invita a Kitty a reunirse con aquellos a los que ha llegado a considerar como primos y recibe una propuesta del egoísta rector, quien no puede ocultar que no tiene muchas oportunidades. Cuando ella lo rechaza, ofrece casarse con ella Dolph, pero está claro que lo propone solo porque su dominante madre le ha obligado a ello, y Kitty también le rechaza. Humillada por saber que no recibirá nada directamente de su tutor, salvo si es un instrumento para mantener el dinero en la familia, Kitty deja la casa, decidida a ganarse la vida en Londres, donde siempre ha querido ir.  
El mal tiempo fuerza a Kitty a buscar la calidez de una posada de camino, y allí encuentra a Freddy, quien queda asombrado al descubrir que ella ha sido convertida en objeto de trueque. Juntos idean una trama en la que él, temporalmente, actuará como su protector y pretenderá que están comprometidos. De acuerdo con ella, en secreto vuelve a la casa y acepta la propuesta de Freddy al ser llamada abajo para recibirlo. Se van juntos al día siguiente, pero la madre de Freddy, Lady Legerdown, no puede actuar como carabina debido a que sus hijos están enfermos de sarampión. En lugar de ello, Kitty se queda con la hermana mayor de Freddy, Meg, cuyo marido está en misión diplomática.
La historia del compromiso de Kitty se mantiene ahora en secreto y Freddy interpreta el papel de su primo y protector. Esto le mete en algún problema cuando ayuda a Kitty a través de las dificultades de la sofisticada vida social y se espera que la guíe haciendo turismo por Londres. Estos desafíos hacen que se vuelva más pensativo e ingenioso, para gran sorpresa de su padre, Lord Legerwood, quien hasta entonces había desestimado a Freddy como poco más que una mariposa social bien vestida.
Kitty ahora se reencuentra con su héroe de infancia, Jack Westruther, quien está seguro de conseguir la mano cuando a él le convenga, pero mientras tanto se dedica a perseguir, deshonrosamente, a otra belleza, Olivia Broughty, cuya madre intenta que ella se case bien, a pesar de las desventajas de tener unos parientes vulgares y escasa dote. Jack también consigue que se familiarice de nuevo con Camille, su primo francés por parte de madre, que se presenta con el título de Chevalier d'Evron pero de hecho es un jugador. A través de Kitty, Olivia conoce a Camille y los dos se enamoran a primera vista.
La carrera social de Kitty se complica aún más con la reaparición de Dolph, a quien su madre le ha ordenado proponer matrimonio de nuevo a Kitty, porque le ha sido ocultado el compromiso de Kitty. Ésta, sin embargo, consigue que Dolph admita que está enamorado y comprometido con Hannah Plymstock, hija de un comerciante radical. Dolph la adora y Hannah quiere librarlo de la debilitante influencia de su madre y le permitan retirarse a la finca familiar en Irlanda y dedicarse a la cría de caballos, su sueño ansiado. Kitty por lo tanto, se muestra conforme en acompañar a Dolph en sus visitas secretas a Hannah, ya que a él lo espían los sirvientes, y para hacer esto tiene que confiar en Freddy, ya que su comportamiento está creando rumores.
Para entonces, Kitty y Freddy han aprendido a valorarse el uno al otro y actuar como un equipo. De esta forma se unen varias parejas desiguales y ellos mismos acaban comprometidos de verdad.

## La novela
La novela la empezó en 1952 y durante su escritura tuvo dos títulos alternativos al principio. El primero fue Quadrille («Cuadrilla»), una danza para cuatro parejas en formación cuadrada, de la que un cotillion («cotillón», el título definitivo) era un precursor más animado. Otro título que valoró fue Chicken Hazard, el nombre de un juego de dados de apuestas bajas. Georgette Heyer sólo tenía unas ideas generales de la trama cuando empezó y estaba desconcertada cómo la novela iba a desarrollarse una vez que Kitty llegase a Londres. Describió su desarrollo posterior en una carta como «un derroche de absurdo».  Estaba, sin embargo, meticulosamente investigado. La adquisición, por parte de Kitty, de un par de medias de seda por doce chelines fue un detalle que ella descubrió en cartas de Jane Austen. Además, el hecho de que el marido de Meg, Lord Buckhaven, acabe de irse con Lord Amherst en su embajada a China data el año en el que la historia se ambienta, 1816.